# فريدريك شيفيلد
فريدريك شيفيلد (بالإنجليزية: Frederick Sheffield)‏ هو مجدف أمريكي، ولد في 26 فبراير 1902 في نيويورك في الولايات المتحدة، وتوفي في 8 مايو 1971 في ويلتون ‏ في الولايات المتحدة.

## وصلات خارجية
- فريدريك شيفيلد على موقع الاتحاد الدولي للتجديف (الإنجليزية)
- فريدريك شيفيلد على موقع اللجنة الأولمبية الدولية (الإنجليزية)
- فريدريك شيفيلد على موقع أوليمبيديا (الإنجليزية)